# Апесия
Апесѝя (на гръцки: Aπεσιά, Апеся̀) е село в Кипър, окръг Лимасол. Според статистическата служба на Република Кипър през 2001 г. селото има 323 жители.
Намира се на 3 км югоизточно от Корфи.